# 青22號

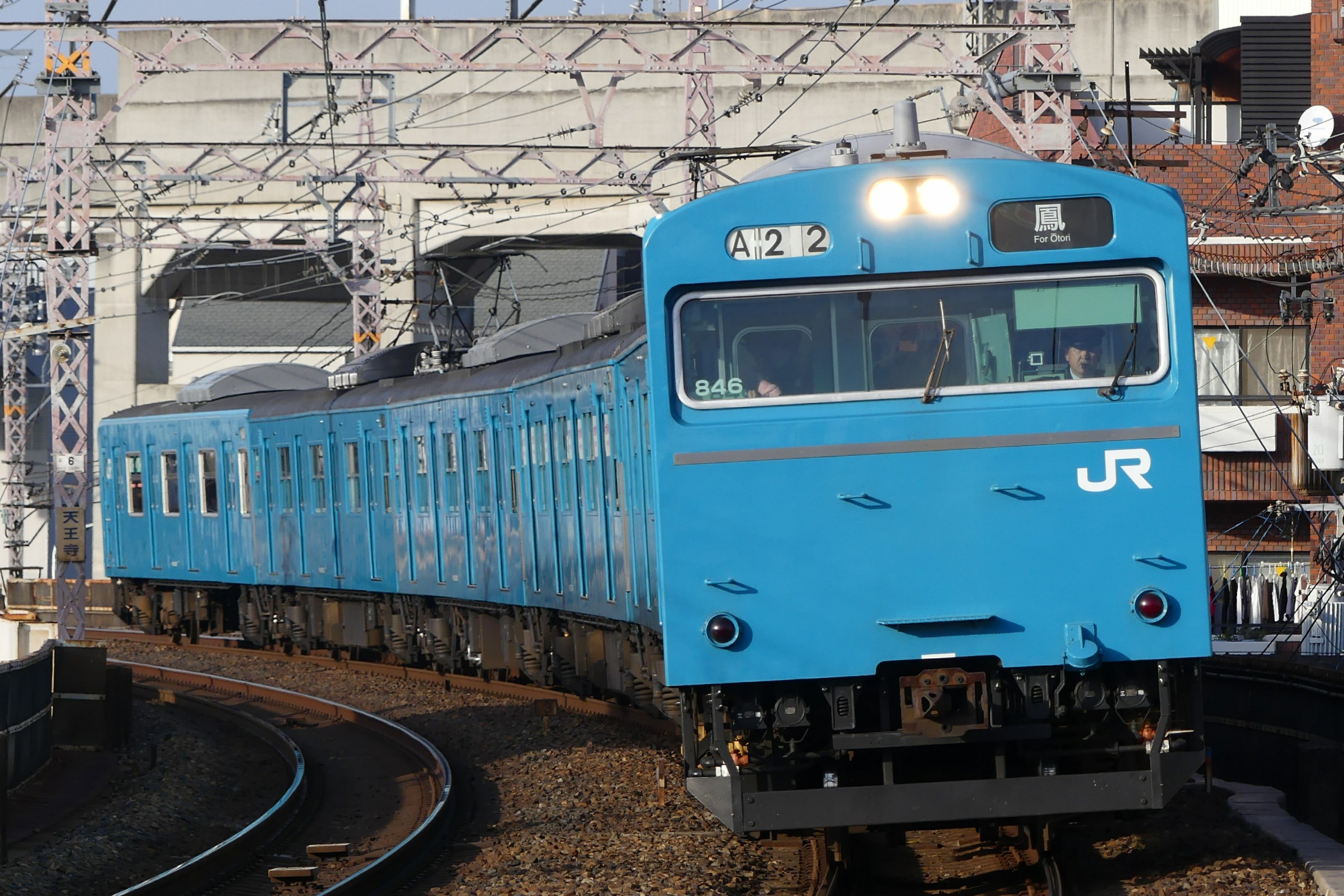
以青22號为底色的103 系

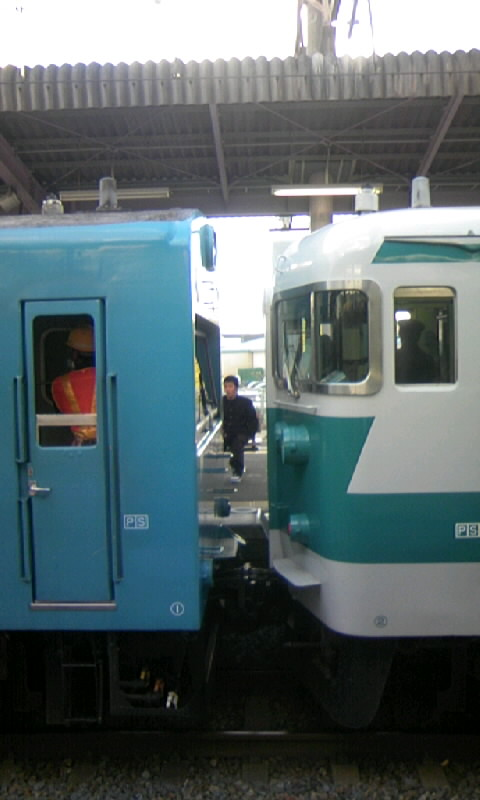
左边是青22號普通色103系列。 113系列的帶颜色较深。

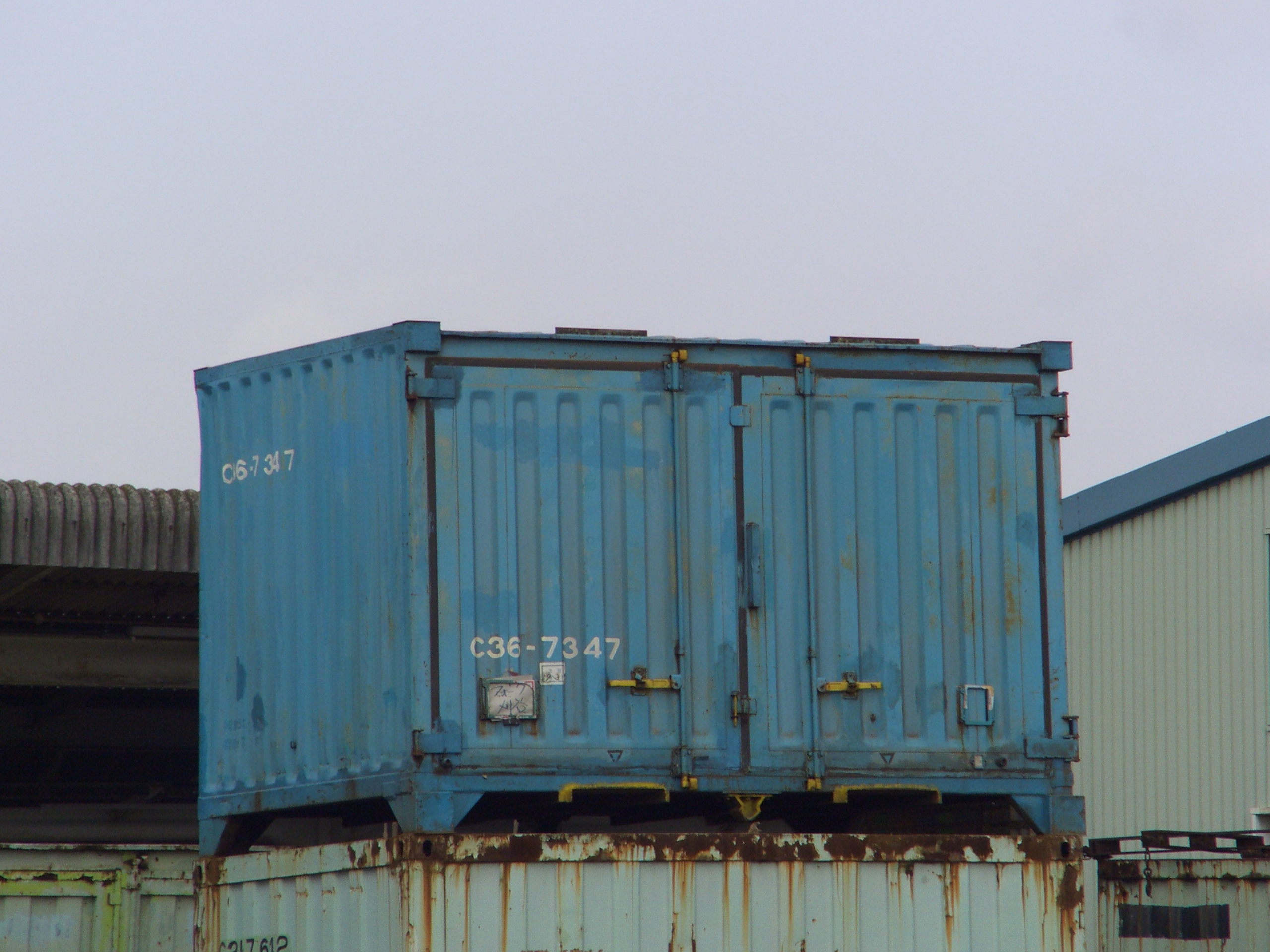
C36型容器，青22號底色

JR 货运标记

青22號色是日本國鐵制定的颜色名称之一。

## 概要
它也被称为「天蓝色」或「集装箱蓝色」。 國鐵內部常用的颜色名称是「水色」。孟塞尔值為“3.2B 5/8”。